# Skogsvallen, Simonstorp
Skogsvallen, belägen i Simonstorp i Östergötland, var egentligen en idrottsplats som blev mer känd som festplats under tre decennier. 
Där uppträdde såväl svenska som utländska artister under åren 1959-1985. Det började med lördagsdanser och senare började man med stora evenemang på torsdagskvällarna med artistuppträdanden som lockade stor publik. Den första artisten var skådespelaren Bertil Norström, sedan följde gräddan av svenska artister. Publiken kunde uppgå till flera tusen på en kväll. Sommaren 1966 gästades festplatsen av bl.a. Carli Tornehave, Cornelis Vreeswijk, Owe Thörnqvist, Gunnar Wiklund, Hootenanny Singers och Emile Ford.
Andra namn som uppträtt på Skogsvallen är Eva Rydberg, Björn Skifs, Towa Carson, Lasse Lönndahl, Lill-Babs, Bosse Parnevik, Laila Westersund, Tomas Ledin, Lustans Lakejer, Sten-Åke Cederhök, Sonya Hedenbratt och Factory. Sven-Ingvars hade länge publikrekordet på ca 3.500. besökare vilket slogs av Flamingokvintetten som lockade hela 3.688 personer den 31 juli 1975.
I slutet av 1970-talet blev det mycket slagsmål och bråk på Skogsvallen och några år senare lade man ner verksamheten. Kikki Danielsson var den sista artisten som uppträdde i parken. Söndagsdanser arrangerades dock ända fram till 2005.

Simonstorps IF är föreningen som äger & driver Skogsvallen med ideella krafter. Man har sedan sommaren 2022 fortsatt anordna musikevenemang.
2023 spelade för första gången dansband på Skogsvallen sedan 2005 först ut var Black Jack & sedan Titanix!